# Sphoeroides lobatus
Sphoeroides lobatus е вид лъчеперка от семейство Tetraodontidae. Видът не е застрашен от изчезване.

## Разпространение и местообитание
Разпространен е в Гватемала, Еквадор, Колумбия, Коста Рика, Мексико, Никарагуа, Панама, Перу, Салвадор, САЩ, Хондурас и Чили.
Среща се на дълбочина от 1 до 60 m, при температура на водата от 14,9 до 26,9 °C и соленост 33,4 – 34,9 ‰.

## Описание
На дължина достигат до 25 cm.